# نیروگاه هسته‌ای سانتا ماریا د گارنیا
نیروگاه هسته‌ای سانتا ماریا د گارنیا (به اسپانیایی: Central nuclear Santa María de Garoña) یک نیروگاه هسته‌ای در اسپانیا است که در بایه د تبالینا واقع شده‌است.